# Matt Flynn
Matt Flynn o Matthew Flynn (23 de mayo de 1972; Woodstock) es actualmente el baterista de la banda estadounidense Maroon 5. Flynn sustituyó al también baterista Ryan Dusick, quien dejó la banda debido a lesiones en el hombro y muñeca. Matt también ha estado de baterista en las bandas de The B-52'sy Gavin DeGraw.
El 5 de junio de 2007 la esposa de Flynn dio a luz su segundo hijo, al que llamaron Michael Ford Flynn.
- Datos: Q1200152
- Multimedia: Matt Flynn (musician) / Q1200152